# Monte San Primo
Le Monte San Primo est une montagne de Lombardie en Italie. D'une altitude de 1 682 mètres, elle appartient à la province de Côme.